# Lemierzyce
Lemierzyce (niem. Alt Limmritz) – wieś w Polsce, położona w województwie lubuskim, w powiecie sulęcińskim, w gminie Słońsk.
W latach 1954–1961 wieś należała i była siedzibą władz gromady Lemierzyce, po jej zniesieniu w gromadzie Słońsk. W latach 1975–1998 miejscowość należała administracyjnie do województwa gorzowskiego.

## Nazwa
Według wspomnień mieszkańców pierwszą polską nazwą miejscowości było Ludomierzyce. Obwieszczeniem Wojewody Poznańskiego z dnia 3 listopada 1945 r. wieś otrzymała nazwę Lubomierzyce, którą następnie 12 listopada 1946 r. zmieniono na Lemierzyce. Choć w niektórych źródłach z 1947 r. nadal funkcjonuje nazwa Lubomierzyce.

## Zabytki
Do wojewódzkiego rejestru zabytków wpisany jest:
- kościół ewangelicki, obecnie rzymskokatolicki parafialny pod wezwaniem św. Apostołów Piotra i Pawła, z 1853 roku, przebudowany w 1897 i 1954 roku.

## Komunikacja
Od 11 czerwca 1905 r. przejeżdżały przez miejscowość pociągi z Kostrzyna nad Odrą do Krzeszyc, w następnych latach przedłużone do Rudnicy (dzisiaj zlikwidowana). Po 1945 r. linia została połączona z linią Gorzów – Sulęcin. W związku z tym, że odcinek Rudnica – Sulęcin został rozebrany, linia została przekwalifikowana jako linia Chyrzyno (k./Kostrzyna) – Gorzów Zieleniec i przez szereg lat figurowała w sieciowym rozkładzie jazdy pociągów w tabeli 346. We wsi była stacja kolejowa Lemierzyce.
Lemierzyce jako jedyna miejscowość leżąca przy drodze krajowej nr 22 ma obwodnicę z bezkolizyjnym skrzyżowaniem od strony Gorzowa Wielkopolskiego.

## Sport
W miejscowości swoją siedzibę ma piłkarski Klub Sportowy „Leśnik” Lemierzyce.